# 斯基沃
斯基沃（丹麥語：Skive），丹麥日德蘭半島上的一座城市，斯基沃市鎮的行政中心。位于丹麦西北部较大的日德兰半岛的一部分萨林半岛的底部。它是该市的主要城镇和市议会所在地。
斯基沃位于卡鲁普河（Karup Å）和斯基沃峡湾的河口，是利姆峡湾的一部分。斯基沃的人口为20,166人（2024年1月1日）